# From Afar
From Afar ist das vierte Studioalbum der finnischen Folk-Metal-Band Ensiferum. Es wurde am 9. September 2009 durch Spinefarm Records in Finnland und am 11. September 2009 durch Drakkar Entertainment in Deutschland veröffentlicht. Die Special-Edition des Albums enthält den Bonustitel Vandraren, der eine Coverversion der Folk-Rock-Band Nordman ist. Zum Album wurden zwei Singles ausgekoppelt, From Afar zusammen mit Into Hiding am 24. August 2009 und Stone Cold Metal am 9. August 2010.

## Entstehung
Die Arbeit an From Afar begann bereits während des Songwritings zu Victory Songs. „Als wir VICTORY SONGS aufgenommen hatten, blieben noch einige Melodien und Riffs übrig, mit denen wir zu diesem Zeitpunkt noch nicht zufrieden waren“, erklärte Bassist Sami Hinkka diesen Umstand. „[Wir haben] sie erst einmal zur Seite gelegt und beschlossen, zu einem späteren Zeitpunkt weiter an ihnen zu arbeiten.“ Die fragmentarisch ausgearbeiteten Lieder wurden daraufhin im Sommer 2008 und im Herbst, während der gemeinsamen Tour mit Amon Amarth in den USA und Kanada fertiggestellt. Dazu zogen sich Hinkka und Toivonen an zahlreichen Tourabenden in den Nightliner zurück, um dort in Ruhe zu Komponieren. Die Entscheidung das Lied Vandraren der schwedischen Band Nordman zu covern trafen Hinkka und Toivonen auf dieser Tour. Sie saßen eines Abends zusammen in der Backlounge des Nightliners und auf Toivonens iPod kam durch Zufall das Lied, woraufhin die die beiden Musiker begeistert beschlossen, das Lied für From Afar zu covern.
Vor den eigentlichen Aufnahmen, die von Mai bis April 2009 in den Petrax und E-Major Studios in Finnland stattfanden, nahm die Band bereits einige Demoversionen der Lieder im Februar auf. Die endgültigen Aufnahmen wurden produziert von Nightwish-Produzent Tero Kinnunen und Janne Joutsenniemi. Da die Band mit Joutsenniemis Produktion von Victory Songs sehr zufrieden war, sollte dieser ursprünglich auch From Afar wieder alleine produzieren. Da dieser aber im gewünschten Zeitraum sehr beschäftigt war, konnte er der Band nicht uneingeschränkt zusagen, so dass die Band auch nach anderen Produzenten suchen musste und die Wahl Tero Kinnunen von den E-Major-Studios fiel. Letztlich fand Joutsenniemi doch Zeit, mit an dem Album zu arbeiten, so dass bei ihm die Gitarrenspuren aufgenommen wurden und Schlagzeug, Bass, Keyboard und einen Teil des Gesangs mit Kinnunen in den E-Major-Studios. Die Arbeit mit zwei Produzenten entwickelte sich für die Band sehr positiv, da sie so mehr Feedback zu ihren Aufnahmen bekam und auch mehr Zeit hatte, und nicht innerhalb weniger Wochen alles am Stück einspielen musste. Abgemischt wurde das Album im Juni 2009 durch den HIM-Produzenten Hiili Hiilesmaa im Coalhole Studio in Hämeenlinna und im selben Monat gemastert durch Svante Forsbäck im Helsinkier Chartmakers Studio.

## Stil

### Musik
Neben den typischen Instrumenten einer Metal-Band wie E-Gitarre, E-Bass und Schlagzeug setzt Ensiferum auch auf diesem Album zahlreiche folkloristische Instrumente ein. Der Stil der Vorgängeralben, insbesondere von Victory Songs, der von Power-Metal-artigen Kompositionen mit epischen Chören und folkigen Melodien dominiert war, ist auf From Afar in den Hintergrund gerückt. Statt der Power-Metal-Einflüsse finden sich, neben den nach wie vor orchestralen und folkigen Melodien, verstärkt Progressive-Metal-Einflüsse in den Liedern. Ein Alleinstellungsmerkmal sind die an den Wilden Westen erinnernden Melodien in der Mitte von Stone Cold Metal. In diesem Teil verwendet Ensiferum als Instrumente hauptsächlich Pfeifen (mit dem Mund), akustische Gitarre, Bass, Klavier und Banjo. Dass die Band mit From Afar begann, sich von den typischen „[h]eroische[n] Kompositionen“, mehrstimmigen Chören und Folk-Melodien zu entfernen, hat laut Björn Backes von Powermetal.de zur Folge, dass nicht jedes Lied „auf Anhieb zündet“; die Band befinde sich „in ihrem erweiterten Metier noch in der Lernphase“, was beim Hören des Albums zu spüren sei.

### Texte
Die Texte sind bis auf die Lieder "Tumman Virran Taa" und "Vandraren" auf Englisch und der Gesang ist, bis auf an wenigen Stellen, Screaming. Inhaltlich behandeln die Lieder mittelalterliche Theme, nordischen Mythen und aus der Kalevala, davon abgeleiteten Geschichten und alltägliche Ereignisse. Verfasst wurden sie ausschließlich von Sami Hinkka. Der Leitfaden aller Texte stellt die Thematik des Todes und dem Leben nach dem Tod dar.

### Artwork
Das von Kristian Wåhlin entworfene Cover zeigt den für Ensiferum typischen Krieger, der in einem vereisten Fjord steht und dort einen Knochenhaufen inklusive Totenschädeln findet, während er von zwei Raben beobachtet wird. Das Booklet wurde von Babalon Graphics und "Helgorth" gestaltet. Die dafür angefertigten Bandphotos stammen von Fotograf Jere Hietala.

## Gastmusiker
- Heri Joensen (Týr) – Gesang bei Vandraren
- Mikko P. Mustonen – Flöte
- Lassi Logren – Nyckelharpa
- Timo Väänänen – Kantele
- Tobias Tåg – Querflöte, Tin Whistle, Blockflöte
- Olli Varis – Mandoline, Mandola
- Jenni Turku – Blockflöte
- Olli Ahvenlahti – Klavier
- Jukka-Pekka Miettinen – Hintergrund-Gesang
- Kaisa Saari – weiblicher Sologesang und Hintergrundgesang
- Tea Dickman – weiblicher Hintergrundgesang
- Inka Eguzoroh – weiblicher Hintergrundgesang

## Titelliste
Die Arrangements wurden durch Ensiferum ausgearbeitet; die Orchestration durch Mikko P. Mustönen eingeteilt.
1. By the Dividing Stream (M: Toivonen) – 3:50
2. From Afar (M: Toivonen/Hinkka, T: Hinkka/trad.) – 4:52
3. Twilight Tavern (M: Toivonen/Hinkka, T: Hinkka) – 5:39
4. Heathen Throne (M: Toivonen, T: Hinkka) – 11:09
5. Elusive Reaches (M: Lindroos/Toivonen, T: Hinkka/Lindroos) – 3:26
6. Stone Cold Metal (M: Toivonen/Hinkka, T: Hinkka) – 7:26
7. Smoking Ruins (M: Toivonen, T: Hinkka) – 6:40
8. Tumman Virran Taa (M, T: Hinkka) – 0:53
9. The Longest Journey (Heathen Throne Part II) (M: Toivonen/Hinkka, T: Hinkka/trad) – 12:49
10. Vandraren (Nordman-Cover; M. Wester/P. Bächmann/H.Bäckmann; Bonustitel der Special Edition) – 3:41

## Versionen
From Afar gibt/gab es in vier Versionen:
- „Standard“ CD
- Limited Digipack CD
- Limited CD mit Ensiferum-Gürtel
Diese Version gibt es nur exklusiv für EMP
- Limited CD mit handgefertigtem Rundschild
Diese Version gab es ebenfalls nur exklusiv für EMP und musste vorbestellt werden.

## Rezension
Da Ensiferum musikalisch mit From Afar andere Wege einschlägt als auf den drei Vorgängeralben, wurde dieser Aspekt in vielen Kritiken berücksichtigt. Das Fazit fällt meist positiv aus, wenn auch mit Einschränkungen, die sich meist auf diesen stilistischen Wandel beziehen.
Marc Halupczok vom deutschen Metal Hammer bewertete das Album mit 5 von 7 Punkten verhältnismäßig gut und verfasste sein Review zwar positiv aber verhalten:

„Relativ episch und vielschichtig kommt der neue Silberdreher aus dem Hause Ensiferum daher. […] Unter dem Strich ist FROM AFAR […] die logische Fortsetzung seiner Vorgänger VICTORY SONGS und IRON. Fans, die vor allem das deutlich härtere Debüt ENSIFERUM favorisieren, sollten allein aufgrund der kompositorischen Klasse des neuen Werkes aber ruhig mal einen Lauschlappen riskieren.“

metal.de bewertete das Album mit 8 von 10 Punkten und schrieb zum Album:

„Insgesamt hat das neue Album nicht die besseren, aber trotzdem starke Songs. Und jeder Ensiferum-Fan wird beim neuen Album auf seine Kosten kommen. Cowboys eingeschlossen.“

Auch metalglory.de lobte das Album, bewertete es mit 8,5 von 10 Punkten, ging aber nicht näher auf den musikalischen Wandel ein:

„Das vierte Ensiferum-Werk bietet genau das, was ein Fan bzw. Folk-Metaller erwartet: gute Kompositionen, Spaß, Melodien und viel Metal! Wer die ersten drei Werke mag, der wird auch dieses mögen. Klare Kaufempfehlung für Genre-Fans!“

Doch nicht nur in Deutschland wurde das Album oft gelobt, so bewertete metalstorm.net From Afar mit 9 von 10 Punkten und schrieb:

“Although a few of the songs from the album do slip below the radar and the long songs are simply not as good as ‘Victory Song’, Ensiferum are once again showing the light for other bands to follow within this style. Ensiferum are a band that cannot disappoint.”

„Obwohl einige Lieder etwas schwächeln, vor allem die langen sind längst nicht so gut wie Victory Song [vom Album Victory Songs], zeigt Ensiferum wieder einmal, dass sie wegweisend in diesem Genre ist. Ensiferum ist einfach eine Band, die nicht enttäuschen kann.“

## Musikvideo
Zu den Liedern From Afar und Twilight Tavern wurden auch Musikvideos gedreht.